# Трилогия
Трилогия (от гръцки език tri, „три“ и lógos, „дума“) е цикъл от три свързани в единен замисъл литературни, музикални или сценични произведения от един автор. Между тях съществува обща идея, общи герои и приемственост на сюжета.
Известни трилогии в литературата са:
- Оноре дьо Балзак – „Дядо Горио“, „Изгубени илюзии“, „Блясък и нищета на куртизанките“;
- Пиер дьо Бомарше – „Севилският бръснар“, „Сватбата на Фигаро“, „Виновната майка“;
- Алексей Толстой – „Ходене по мъките“ („Сестри“, „Осемнайсета година“, „Навъсено утро“);
- Джон Толкин – Властелинът на пръстените (Задругата на пръстена, Двете кули, Завръщането на краля);
- Константин Федин – „Първи радости“, „Необикновено лято“, „Големият огън“.

В българската литература:
- Стоян Загорчинов – „Ден последен, ден Господен“ („Отроци“, „Иноци“, „Юнаци“);
- Константин Петканов – „Жътва“ („Старото време“, „Хайдути“, „Вятър ечи“).

Трилогии в киното:
- режисьор Кшищоф Кешльовски – „Три цвята“ („Синьо“, „Бяло“, „Червено“);
- режисьори Братя Уашовски – „Матрицата“.